# A Titanic zenészei
A Titanic fedélzetén az utasok szórakoztatására zenekar működött, melynek tagjai a túlélők beszámolója szerint az utolsó percekig játszottak.

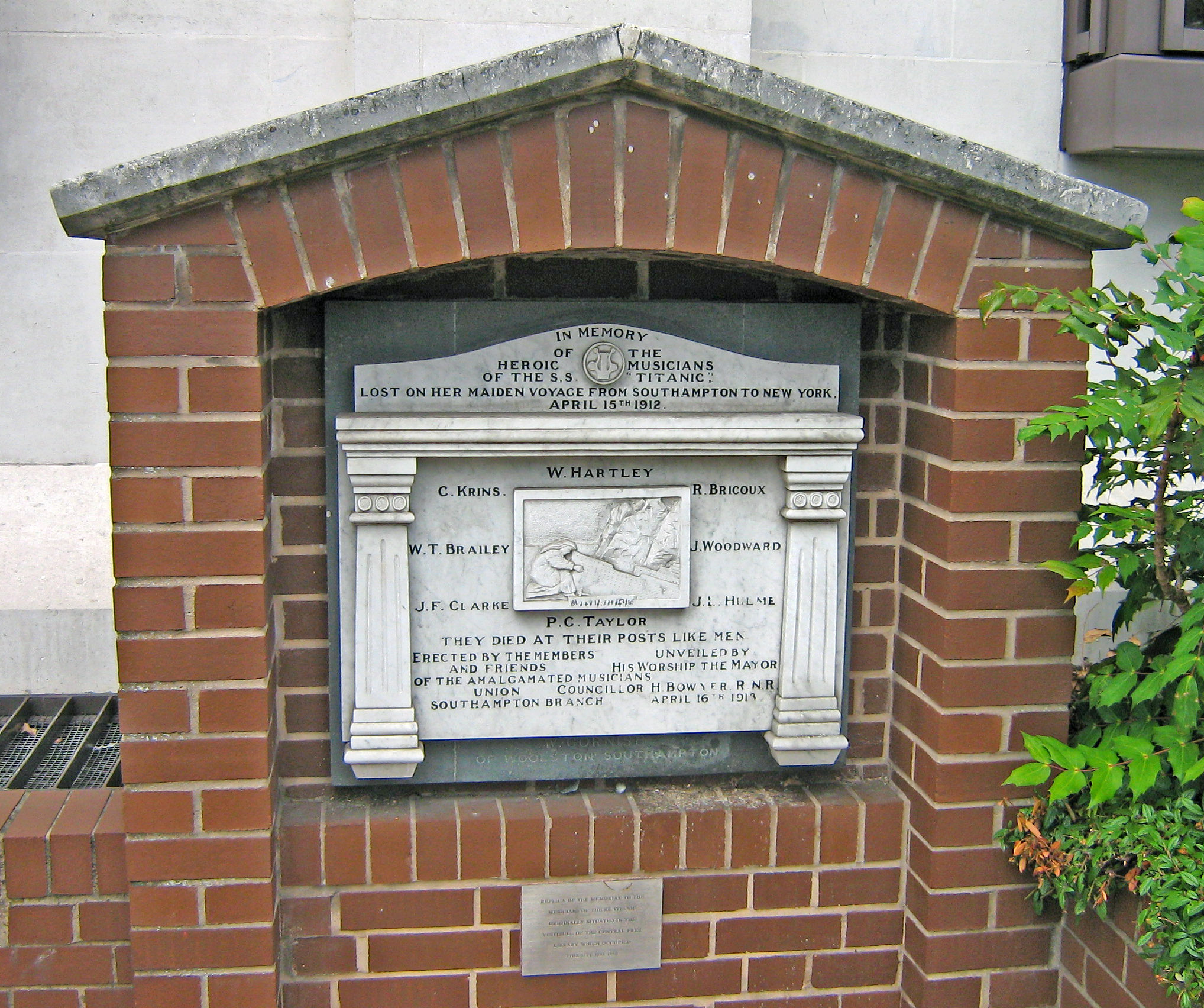
A Titanic zenészeinek állított emlékmű Southamptonban

## A Titanic zenekara
Miután a Titanic április 14-én éjfél előtt pár perccel jéghegynek ütközött és süllyedni kezdett, a zenekar elkezdett játszani, hogy segítsen megőrizni az utasok nyugalmát, miközben a legénység a mentőcsónakokba segítette őket. Sok túlélő azt állította, hogy a végsőkig játszottak. Mivel a zenekar egyetlen tagja sem élte túl a katasztrófát, legendák születtek arról, mit is játszottak.
A legnépszerűbb elképzelés szerint a Nearer, My God, To Thee című számot játszották. Hartley korábbi zenésztársai azt állították, Hartley azt mondta: ha egyszer egy süllyedő hajón zenélne, vagy a Nearer, My God, to Thee-t vagy az O God, Our Help in Ages Past-ot játszaná. Walter Lord könyvében Harold Bride rádiós tisztre hivatkozva azt állítja, hogy az Autumn lehetett az akkor játszott szám. Az azonban hogy ez az Autumn című himnusz vagy a Songe d'Automne, a kor egyik népszerű dala, nem lehetett tudni.

## A zenekar tagjai

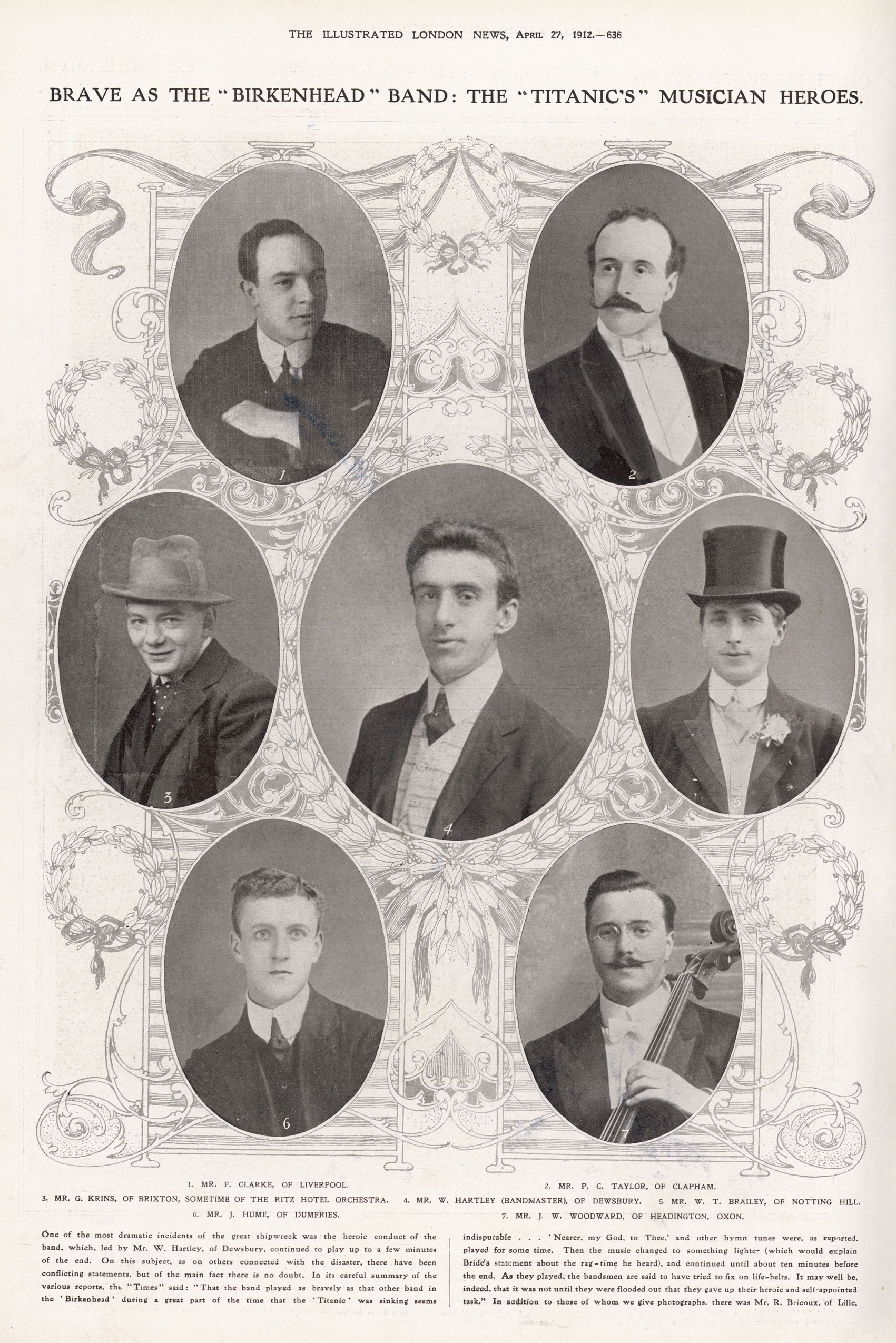
A Titanic zenészei (felső sor: Clarke; Taylor. középső sor: Krins, Hartley, Brailey. alsó sor: Hume; Woodward

Valamennyi zenész a másodosztályon utazott, mindannyian Southampton kikötőjében szállt fel a Titanicra, de egyikük sem élte túl a hajó elsüllyedését.

### Wallace Hartley – zenekarvezető
Wallce Henry Hartley néven született 1878. június másodikán az angliai Colne-ban Albion és Elizabeth Hartley gyermekeként, két testvére – Lizzie és Helen – volt. Később elköltözött Dewsburybe. Az iskolában kezdett hegedűn tanulni és 1909-ben kezdett a Cunard Line hajóin zenélni elsőként az RMS Mauretanián. 1912-ben Hartley a C.W. & F.N. Black zenei cégnek dolgozott, ami abban az időben a Cunardhoz és a White Star Line-hoz közvetítette a zenészeket.
1912 áprilisában megbízták a White Star Line egyik hajójának, a Titanic zenekarának vezetésével. Először nem akarta otthon hagyni menyasszonyát, Maria Robinsont, akinek kezét nem sokkal korábban kérte meg. Végül úgy döntött, hogy elvállalja a munkát a Titanicon, mert abban bízott, hogy ezzel talán megteremti hírnevét és könnyebben fog a jövőben munkát kapni.
Holttestét – melynek beazonosításában azok a tárgyak segítettek, amiket nála találtak: egy töltőtoll, valamint egy ezüst gyufásdoboz W.H.H gravírozással és egy neki címzett távirat – a MacKay-Bennett találta meg május 4-én, és a 224-es számmal jelölték meg. A test 1912. május 12-én érkezett meg Liverpoolba az Arabic fedélzetén, ahonnan halottaskocsin vitték gyermekkori városába, Colne-ba. Temetését a Bethel Independent Methodist Templomban tartották, ahol gyerekkorában kóristafiú volt. Temetésén 1000 ember jelent meg, köztük családtagok és gyermekkori barátok, gyászmenetében pedig 40 000 ember sorakozott. Végső nyugalomra is Colne-ban helyezték, ahol egy magas, talapzatánál egy faragott hegedűvel díszített emlékmű áll. Dewsburyi lakóházán emléktábla hirdeti egykori híres lakóját.
Az 1997-es Cameron-féle Titanic filmben Hartley megformálója Jonathan Evans-Jones volt.

### W. Theodore Ronald Brailey – zongorista
A Titanic elsüllyedésének idején 24 éves volt. Londonban élt. A Titanic előtt a Cunard hajóján, a Carpathián dolgozott. Holttestét ha meg is találták, sosem azonosították.

### John Wesley Woodward – csellista
1879. szeptember 11-én született Joseph and Martha E. Woodward legkisebb fiaként. Családja West Bromwichban lakott, hat fiútestvére – Joseph, Thomas (híres tenorista lett), Frederick, Herbert, Samuel és Roland – és két lánytestvére – Mary, Martha – volt. Édesapja a Holloware Iron Foundrynál dolgozott ügyvezetőként. A család nem sokkal később Oxfordba költözött. Hírnévre tett szert szólistaként és különböző vonósnégyesek tagjaként.
Oxfordot otthagyta, hogy csatlakozhasson Duke of Devonshire bandájához, Eastbourne-ben de tervéből nem lett semmi. Ezután csatlakozott a White Star Line-hoz és első útján Jamaicába hajózott. Számos alkalommal hajózott keresztül az Atlanti-óceánon és háromszor a Földközi-tengeren. Ott volt az Olympic fedélzetén mikor az összeütközött az H.M.S. Hawke-kal, ebben az ütközésben majdnem megsérült, hiszen három kollégájával éppen kabinjukban voltak és a Hawke ott ütközött az Olympic-nek ahol az ő szállásuk volt.
A Titanic első útjára a legjobb csellóját vitte magával. Úgy tervezte miután visszatér, az oxfordi Magdalen College-ban fog játszani.
Holttestét sosem találták meg vagy nem azonosították. Emlékét a headingtoni All Saints Churchben egy egyszerű emléktábla őrzi.

### John "Jock" Law Hume – hegedűs
A Titanic elsüllyedésének idején 28 (egyes források szerint 21) éves volt, Dumfriesban élt. Testét (193) a MacKay-Bennett találta meg. 1912. május 8-án Halifaxban helyezték örök nyugalomra.

### Georges Alexandre Krins – hegedűs
1889. március 18-án született Párizsban. 1902-ben felvételt nyert a belgiumi Conservatoire Royal de Musique (Liège), ahol 1908-ig tanult.
Egyes elmondások szerint katonai karriert akart kezdeni, de szülei rábeszélésére megmaradt a civil életnél és apja boltjában dolgozott. A spai La Grande Symphonie-ban játszott, ezután 1910-ben a párizsi Le Trianon Lyrique-ba szerződött elsőhegedűsként. Ezután 2 évig a londoni Ritz Hotelben játszott, 1912 márciusáig, majd 1912 áprilisában a CW & FN Black a Titanic fedélzetére hívta meg. A Titanic fedélzetén ő volt a Trio String Orchestra zenekarvezére az A la Carte étterem közelében.
Testét, ha meg is találták, sosem azonosították.

### John Frederick Preston Clarke – brácsás
A Titanic elsüllyedésekor 30 éves volt. Mielőtt a Titanicra került volna a Argyle Theatre-ben zenélt.
Holttestét (202) később a MacKay-Bennett megtalálta és 1912. május 8-án Halifaxban örök nyugalomra helyezték. Személyazonosságának meghatározásában segített az aranygyűrű melybe a J.F.P.C. monogramot gravíroztak.

### Roger Marie Bricoux – csellista
1891. június 1-jén született Franciaországban. Mielőtt a White Star Line-hoz szerződött a Cunard gőzösén, a Carpathián zenélt. Holttestét ha meg is találták, sosem azonosították.
2000. november 2-án emléktáblát avattak emlékére Cosne-Cours-sur-Loire-ban, a városban ahol született.

### Percy Cornelius Taylor – csellista
A Titanic elsüllyedésekor 32 éves volt és Londonban lakott. Testét, ha meg is találták, sosem azonosították.